# Kettering (Royaume-Uni)
Pour les articles homonymes, voir Kettering.
 (septembre 2018).
Le contenu est difficilement compréhensible vu les erreurs de traduction, qui sont peut-être dues à l'utilisation d'un logiciel de traduction automatique.
Kettering est une ville du Northamptonshire en Angleterre. C'est la ville principale de l'arrondissement de Kettering. Elle  est située sur la rivière d'Ise (en), un affluent de la Nene et est jumelée avec Lahnstein, en Allemagne et Kettering (Ohio) aux États-Unis. 
L'économie de Kettering  a été fondée sur l'industrie de la chaussure. Avec l'arrivée du chemin de fer au XIXe siècle, d'autres industries ont grandi, telles que celles de l'ingénierie et de l'habillement : le fabricant de vêtements de luxe Aquascutum y a  construit sa première usine en 1909. De nos jours, l'économie est largement basée sur le secteur des services et la distribution en raison de la situation géographique de la ville, et d'excellentes liaisons de transport. La croissance rapide de la population profite de la position de la gare sur la ligne de chemin de fer East Midlands Trains. Kettering a en effet un lien direct avec la gare londonienne de Saint-Pancras, où arrivent les Eurostar.

## Histoire
Kettering peut retracer son origine à un début de  Roman British règlement. L'industrie locale romaine est représentée par la poterie fours à Barton Seagrave et  Boughton. 
La première référence historique à Kettering se trouve dans une Charte de 956 apr. J.-C. dans laquelle roi Edwy accordées dix "cassati" de la terre à son Aelfsige puis l'orfèvre. Les limites définies dans cette charte auraient été évidentes pour la plupart des habitants de Kettering pour les derniers mille ans et peuvent encore être parcourues aujourd'hui. Il est possible que la Aelfsige Goldsmith à Kettering au monastère de Peterborough roi Edgar dans une charte datée du 972 a confirmé à ce monastère. Certes, au moment de l'Domesday enquête en 1086, le manoir « Kettering » est inscrit comme un bien détenu par l'Abbaye de Peterborough. Les mots et les noms se terminant par "ment" souvent tirés du début saxons ou mot inga ingas signifiant « le peuple de la » ou « tribu ». Kettering a ses racines dans l'orthographe littéraire utilisé au Xe siècle - Cytringan, Kyteringas et Keteiringan. 
Le hameau de Pipewell est le titulaire de l'Angleterre le troisième plus grand abbaye, qui a été frappé par Henri VIII d'Angleterre en 1538. À Pipewell, il ne vit de nos jours que 70 habitants, mais  certains des vestiges subsistent encore, ils sont sur terrains privés. 
La charte pour son marché a été accordée par  Henry III en 1227. Par le XVIIe siècle, la ville était un centre de production de tissu de laine. Le présent la plupart ville a grandi dans la XIXe siècle, avec le développement de la chaussure et l'industrie de chaussures, qui a sérieusement diminué jusqu'au milieu de l 'année 1990. La plupart des grandes maisons situées dans les tournières et les zones de Rockingham Road  ont été construites pour la fabrication de chaussures propriétaires. En revanche, les nombreuses rues en terrasse abritent les travailleurs de l'usine  dont la plupart triment de longues heures pour les bas salaires. Tous les grands fabricants de chaussures, comme Dolcis, Freeman, Hardy et Willis, Frank Wright et Timpson, ont disparu. Certains ont été victimes de la concurrence étrangère, d'autres ont déplacé  leur  fabrication vers des pays à faible coût. Il existe encore quelques petites entreprises de la chaussure. 
Kettering victorienne était le centre du XIXe siècle religieux non-conformité et le mouvement missionnaire, ce qui a été préservé dans un grand nombre de noms. William Carey a été le premier des grands hommes et de la bonne associés à la ville. Il est né en 1761 à Paulerspury et a passé une grande partie de sa jeune vie à Kettering, avant son départ pour Inde, un missionnaire en 1793. La mission Carey et Carey Street a été nommé d'après lui. Andrew Fuller aidé Carey trouvé la Société missionnaire baptiste et il est rappelé dans le Fuller Église et Fuller Street. En 1803 William Knibb est né dans Market Street et est devenu un missionnaire et émancipation des esclaves, il est commémoré par le Centre et Knibb Knibb Street. La Chapelle Toller et Toller Place des noms de deux ministres, le père et le fils, qui a prêché à Kettering pour un total de 100 ans. La chapelle a été construite en 1723 pour les indépendants qui depuis 1662 a été de culte en secret. 
En 1887, John Bartholomew'snomenclature des îles britanniquesKettering décrit comme: 
"Kettering, ville de marché et dans les paroisses avec la gare, dans le Northamptonshire, 8 milles au nord de l'Wellingborough et 75 kilomètres de Londres, 2840 acre., Pop. 11095; PO, A, 3 banques, 2 journaux. Marché-journée, vendredi. Kettering est une ancienne place, et a été appelé par les Saxons Kateringes. C'est une ville relativement prospère, avec le tannage des peaux et curryfication, RFM. Bottes et de chaussures, séjours, pinceaux, outils agricoles, et certains articles d'habillement. Il a un beau hôtel de ville, un marché aux bestiaux, un échange de maïs, et un lycée. De nombreux vestiges romains ont été découverts dans les environs. " 

## Croissance
À la mi-2003, la population de Kettering est estimée à 86 000 habitants. 
Kettering est situé au centre de la moitié nord du Northamptonshire, la plus importante zone de croissance en dehors de Londres. Il est prévu que la population devrait croître de plus de 370 000 personnes d'ici 2021, la région du Nord Northamptonshire aurait alors une population équivalente à celle de Bristol. 52 100 nouveaux logements vont être construit d'ici 2021 suivis d'une nouvelle tranche de 28 000 logements d'ici 2031. Le développement de la seule partie orientale de Kettering concerne une zone de plus de 300 hectares s'étendant de l'A43 au nord de l'A14 au sud. 
En mars 2007, un vaste projet de régénération urbaine a été révélé, qui sera remise en apporter de nouvelles et de loisirs et de commerces du centre-ville, y compris les ressources en eau, l'art public, des sculptures, des meubles nouvelle rue, les arbres, les plantes et un éclairage novateur chaussée régime.

## Économie

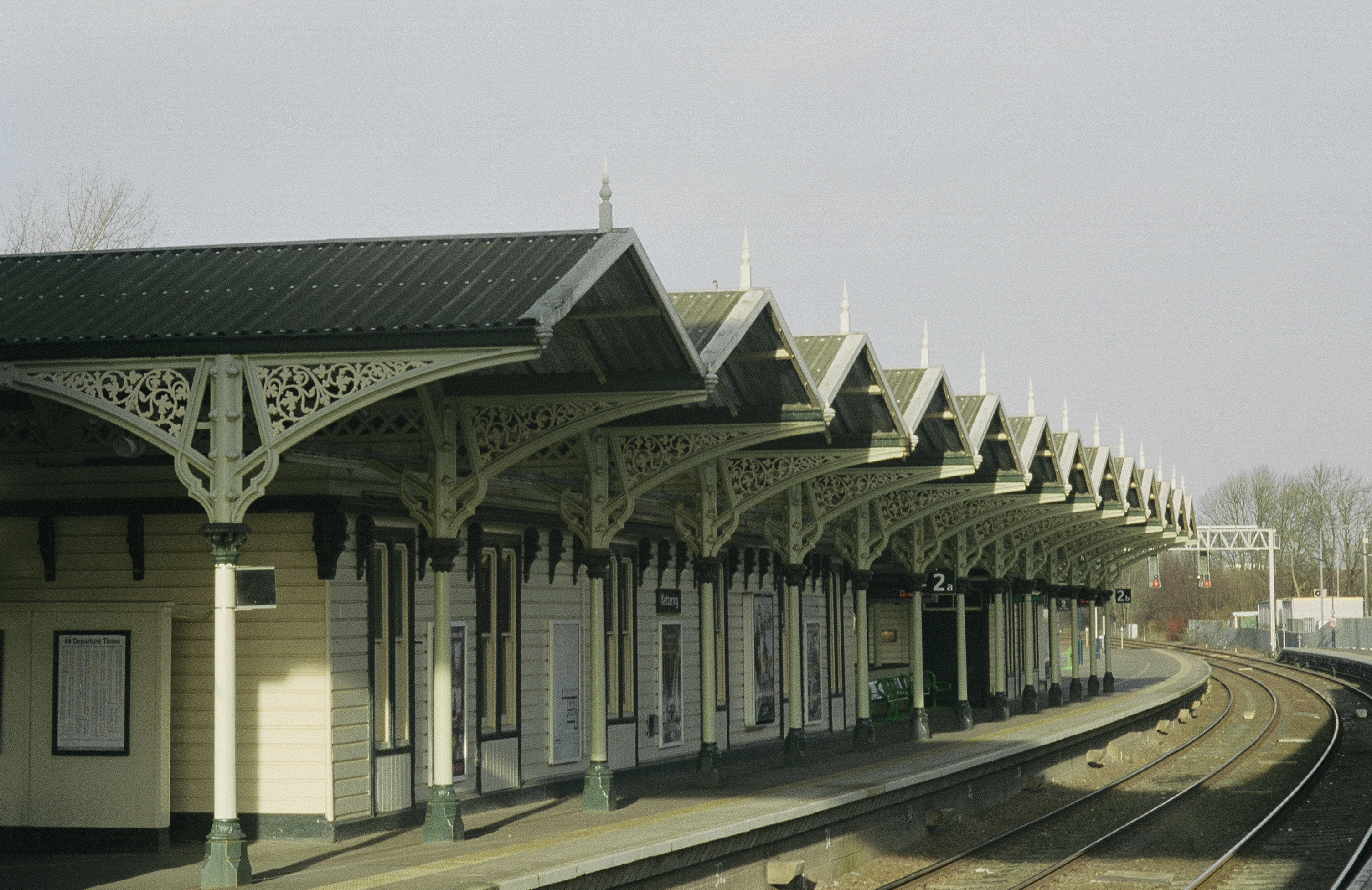
La gare de Kettering, récemment restaurée, vue du sud le long du quai 2.

Kettering dispose d'excellentes liaisons de transport et se trouve environ à mi-chemin entre Sheffield et Londres par chemin de fer, et sur l'A14 Est - Ouest route, à mi-chemin environ entre la M1 et l'A1. La ville bénéficie de son "Cœur de l'Angleterre" situé sur la A14 et occupé est, dit-on, dans les deux heures de route de 75 % de la population du Royaume-Uni. 
Kettering le taux de chômage est parmi les plus bas au Royaume-Uni et dispose de 80 % de ses adultes en emploi à plein temps. Il abrite un large éventail de sociétés, dont Weetabix, Pegasus Software, RCI L'Europe, Timsons Ltd  Et Morrisons de distribution ainsi que Wicksteed Park, Royaume-Uni 's plus anciennes parc à thème, qui joue maintenant à un hôte et un quart de million de visiteurs chaque saison. 
C'est la patrie de l'hôpital général de Kettering, qui prévoit aiguë et les accidents et les services d'urgence pour l'ensemble du Nord de Northamptonshire. Avec son nouveau 20 millions de livres campus, 16 000 étudiants et 800 collaborateurs, Institut Tresham est un employeur important dans la région. 
Kettering Business Park, une récente et actuelle de développement de la propriété commerciale entrepris par Buccleuch La propriété est située sur la A43/A6003, sur le côté nord de Kettering. De nombreux immeubles de bureaux sont en cours de construction dans le cadre du projet ainsi qu'un secteur des loisirs avec un nouvel hôtel. Beaucoup de grandes distribution des entrepôts ont été construits dans la région, créant des milliers d'emplois pour l'économie locale.

## Culture
Kettering du patrimoine abrite le quartier Manor House Museum et l'Alfred galerie Est. Le magnifique Boughton House, Queen Eleanor Croix et le 1597 triangulaire Lodge sont des repères dans l'arrondissement. Sir Thomas Tresham a été un fervent catholique qui a été emprisonné pour ses croyances. Quand il a été libéré il construit triangulaire Lodge à défier ses procureurs et secrètement déclarer sa foi. La construction du « trois de tout » - côtés, les planchers, fenêtres et pignons - représentent la Sainte Trinité. 
Kettering est à la maison Kettering Town Football Club. Le club actuellement jouer dans la Conférence du Nord, qui est au deuxième niveau de l'anglais non-ligue de football structure. Dans la saison 2007/08 Kettering Town Football Club ont été promus à la Conférence nationale. Kettering Town Football Club était autrefois géré par Ron Atkinson sur son chemin jusqu'à la gestion de Manchester United, ainsi que Paul Gascoigne mais il a finalement été licenciés en raison de problèmes de boisson. 
En 2007, un épisode de toute la sitcom britannique Peep Show a été mis à Kettering. Toutefois, il n'a pas été réellement filmé à Kettering, et de tous les lieux indiqués dans le spectacle ont été nommés en particulier (comme la boîte de nuit KetteringLand, etl'hôtel Park Kettering).

## Politique
Au  Parlement, Kettering s'inscrit entièrement dans la  circonscription parlementaire du même nom, qui est actuellement représenté par la députée travailliste Rosie Wrighting.
Au Parlement européen, Kettering relève de la circonscription des Midlands de l'Est et est représentée par 6 députés (élu  Juin 2004): 
- Derek Clark (UKIP /  ID)
- Chris Heaton-Harris (conservateur / PPE-DE)
- Roger Helmer (conservateur / PPE-DE))
- Bill Newton Dunn (libéral-démocrate /  ALDE
- Robert Kilroy-Silk (Independent (anciennement  UKIP et Veritas) /  Independent (anciennement  ID)
- Glenis Willmott (travail /  PES) - remplacement de l'ancien  travail, MdPE

En matière d'administration territoriale, Kettering s'inscrit dans les domaines de Northamptonshire County Council et Kettering Borough Council, qui intègre les petites villes satellites de Burton Latimer, Desborough et  Rothwell. 
Un des principaux problèmes locaux est lié à des plans visant à construire au moins 145 000 nouveaux logements dans le Northamptonshire, la population de plus en plus de 50 %, y compris l'important pour la  Arrondissement de Kettering. Un groupe de protestation intitulé STOP ( "Arrêter le plus de plans de développement pour le Northamptonshire») a été établi, et les campagnes de lutte contre ce qu'il craint sera la création d'une "ville linéaire" brouiller les frontières entre Kettering et les villes voisines de Corby  Et, dans une moindre mesure, Wellingborough. Il y a moins de deux milles de terre ouverte entre Kettering et Corby.

## Personnalités liées à la ville
- Frank Bellamy (1917-1976), auteur de bande dessinée né et décédé à Kettering.
- William Carey (1761-1834), missionnaire baptiste et orientaliste.
- Richard Coles (1962-), musicien et animateur de radio britannique, également prêtre anglican.
- Alfred East (1844–1913), peintre, né à Kettering.
- John Alfred Gotch (1852-1942), architecte et historien de l'architecture, né et décédé à Kettering.
- Thomas Cooper Gotch (1854-1931), peintre préraphaélite.
- William Knibb (1803–1845), prêtre et missionnaire baptiste, essentiellement connu pour son travail de libération des excalves en Jamaïque.
- John Profumo (1915--2006), surnommé Jack Profumo, homme politique.
- Roy Wilson (1900-1965), auteur de bandes dessinées.
- Kyren Wilson (1991-), joueur professionnel de snooker.
- James Acaster comédien de stand-up.

## Jumelages
- Kettering (États-Unis)
- Lahnstein (Allemagne)